# Психогенія
Психоге́нія (від грецьких слів душа і походження) — психічна хвороба, чи точніше тип психічних хвороб, причиною якої є психічна травма (тяжке переживання).

## Ознаки
Для психогенії характерно: виникнення хвороби услід за психічною травмою; увесь перебіг хвороби пов'язаний з травмівними переживаннями; хвороба закінчується після припинення дії психотравмівного фактора.

## Патогенез
Для виникнення психогенії мають значення характер і сила травми і нестійкість або неповноцінність психічної системи. Психогенії поділяють на патологічні реакції, неврози і реактивні психози.

## Лікування
Усунення психотравмівного моменту, психотерапія, фармакотерапія (транквілізатори, антидепресанти тощо).